# Кавалерийска дивизия (България)
Кавалерийска дивизия е българска военна част, формирана през 1891 година действала по време на Балканската (1912 – 1913), Междусъюзническата (1913) и Първата световна война (1915 – 1918).

## Формиране
Кавалерийска дивизия е формирана през 1891 година с Указ № 176 в съответствие със Закона за устройство на въоръжените сили от същата година и е съставена от четири конни полка. При формирането на дивизията Управлението на инспектора на кавалерията при Министерството на войната се преименува в Управление на кавалерийската дивизия.

## Балкански войни (1912 – 1913)
По време на Балканската война (1912 – 1913) дивизията е част от 3-та армия и има следното командване и състав:

### Командване и състав
Щаб на дивизията
- Началник на дивизията – генерал-майор Атанас Назлъмов
- Началник на щаба на дивизията – От Генералния Щаб, подполковник Тодор Марков
- Дивизионен интендант – полковник Стоев

Бригади
- Командир на 1-ва конна бригада – полковник Петър Салабашев
  - Командир на 1-ви конен полк – полковник Стефан Салабашев
  - Командир на 2-ри конен полк – полковник Недялко Тодоров
- Командир на 2-ра конна бригада – полковник Стоян Данаилов
  - Командир на 4-ти конен полк – полковник Павел Мачев
  - Командир на 7-и конен полк – подполковник Стефан Николов
  - Командир на 10-и конен полк – полковник Мирон Тошков

След демобилизацията, която се извършва през 1913 година се формира конна дивизия, в чийто състав влизат 3-ти, 4-ти, 5-и и 6-и конни полкове, от които са формирани 2 бригади, конно-артилерийско отделение, конна колоездачна рота, радиотелеграфно отделение и военнополицейски полуескадрон. Командир на дивизията през войната е генерал-майор Атанас Назлъмов. Дивизията няма извоювани големи победи, но подпомага другите родове войски в изпълнението на крайната цел.

## Първа световна война (1915 – 1918)
През Първата световна война (1915 – 1918) дивизията влиза в състава на 2-ра армия и има следното командване и състав:

### Командване и състав
Щаб на дивизията
- Началник на дивизията – генерал-майор Александър Танев
- Началник на щаба на дивизията – От Генералния Щаб, подполковник Сава Вуйчев
- Дивизионен интендант – подполковник Павел Попов
- Дивизионен ветеринарен лекар – санитарен подполковник д-р Димо Повивков
- Дивизионен медицински лекар – санитарен поручик д-р Мета Нумов
- Командир на Конно-артилерийско отделение – подполковник Ангел Александров
- Завеждащ конно-пионерното дело и съобщителните средства в дивизията – капитан Стоян Величков
- Командир на Колоездачната рота – поручик Георги Делчев

Бригади
- Командир на 2-ра конна бригада – полковник Генко Мархолев
  - Командир на 4-ти конен полк – от Генералния щаб, полковник Йордан Наумов
  - Командир на 5-и конен полк – полковник Иван Табаков
- Командир на 4-та конна бригада – полковник Павел Мачев
  - Командир на 3-ти конен полк – полковник Павел Мачев
  - Командир на 6-и конен полк – подполковник Христо Начев

### Боен път
Дивизията води боеве при Велес, Прилеп и Битоля. На 17 ноември 1915 година командването на дивизията поема полковник Иван Стойков. През май 1916 година се разформира и от бригадите и новоформираната 5-а бригада се формират 1-ва и 2-ра конна дивизия.

## Началници
Званията са към датата на заемане на длъжността.
| № | звание        | име              | дати                            |
| - | ------------- | ---------------- | ------------------------------- |
|   | Подполковник  | Христо Петрунов  | 1 януари 1892 – 1898            |
|   | Генерал-майор | Атанас Назлъмов  | 1912 – 1913                     |
|   | Генерал-майор | Александър Танев | октомври 1915 – 17 ноември 1915 |
|   | Полковник     | Иван Стойков     | 17 ноември 1915 – 6 май 1916    |
|   | Полковник     | Асен Йонов       | 1946                            |
|   | Полковник     | Мъйно Мъйнов     | 1947                            |